# La Roche-Derrien-i csata
A La Roche-Derrien-i csata a százéves háború mellékküzdelmeként zajló breton örökösödési háború egyik ütközete volt Bretagne-ban 1347. június 20-án. Az összecsapásban az angolok legyőzték a franciákat, és foglyul ejtették Blois-i Károlyt, Bretagne hercegét.

## Előzmények
1347 nyarán Bretagne távol esett a százéves háború fő hadszíntereitől, amelyek Calais körül terültek el. III. Eduárd angol király 1346 szeptembere óta tartotta körbezárva a kikötővárost, amelynek felmentésére a francia korona több tervet is kidolgozott, de egyik sem működött. Bretagne-ban sem a franciáknak, sem az angoloknak nem voltak nagyobb erői, hiszen minden nélkülözhető katonát felszívtak a két király hadjáratai.
Az angol érdekeket szerződéses katonák képviselték a területen, akik szinte korlátlan polgári és katonai jogokat gyakoroltak. Sir Thomas Dagworth-t, egy suffolki lovagot, aki házasodással került a főnemesség közelébe, 1347 januárjában nevezték ki Bretagne-ba. Állandó hadserege mindössze 300 páncélos lovagból és kétszáz íjászból állt, és szükség esetén hadba szólíthatta az általa megszállt területen élő breton urakat is. Dagworth felügyelete alá tartozott Bretagne angolok által elfoglalt jelentős része, benne a kikötőváros, Brest is.

## A csata
1347. május végén Károly, Bretagne hercege ostrom alá vette La Roche-Derrient, egy távoli angol enklávét, amelyet Richard Totesham védett. Károly célja a hadművelettel valószínűleg az volt, hogy csatára kényszerítse Dagworth-t. Úgy számolt, hogy egész Nyugat-Bretagne az ölébe hullik, ha sikerül az alacsony létszámú angol sereget megvernie. Károlynak 1200 páncélos lovagja, kétezer számszeríjásza, hatszáz gyalogosa és rengeteg önkéntese volt, akik útközben csatlakoztak hozzá. La Roche-Derrien körül árkokat ástak és földműveket emeltek, majd megkezdték a falak omlasztását kilenc ostromgéppel.
Dagworth három héten át gyűjtötte a csapatokat, majd háromszáz lovassal és négyszáz íjásszal elindult az erődítmény felszabadítására. Alapos felderítést végzett, és kiderült, hogy Károly négy, egymástól falakkal, csatornákkal, mocsarakkal elválasztott szektorban állította fel katonáit. Dagworth úgy döntött, hogy a legnagyobb sereget, Károlyét támadja meg először. Az angol parancsnok néhány civilt, szekereket és állatokat küldött a nyugati szektor felé, hogy megzavarja Károlyékat, míg ő a keleti részen tervezett lecsapni. Az angolok éjfélkor megindultak Károly csapatai ellen, bízva a meglepetés erejében.
Az angolok hiába érkeztek hajnalban, Károly serege harcra készen várta őket, mert a felderítők jelezték érkezésüket. Az angolok véres csatában eljutottak a keleti szektor ostromgépeihez, de onnan nem tudták továbbverekedni magukat. Visszaszorították őket, és többen, köztük parancsnokuk is fogságba esett. Nem sokkal ezután a vár védői és a hozzájuk csatlakozó négyszáz lakos hátba támadta Károly katonáit, és megfordították az ütközet kimenetelét. Károlyt egy csoport flamand zsoldos sarokba szorította, és a herceg kénytelen volt megadni magát egy breton nemesnek. A másik három francia seregtest, betartva az utasításokat, nem mozdult a helyéről. Ezután az angolok egyenként leverték őket.
A franciák súlyos veszteségeket szenvedtek, mert a sötétben nehéz volt a foglyok ejtése és őrzése, így inkább lemészárolták őket. A halottak között volt számos Károly-párti breton nagyúr, Rohan őrgrófja, Laval, Malestroit és Rougé urai, valamint 600-700 lovag és egyéb nemes. Azok az urak, akik túlélték a csatát, angol fogságba kerültek, ahonnan csak váltságdíjjal szabadulhattak. Károlyt titokban kastélyról kastélyra vitték, nehogy megszöktessék hívei, majd a vannesi citadellában tartották fogva. 1348 őszén Angliába vitték, ahol III. Eduárd 3500 fontért megvásárolta őt Dagworth-tól. A herceget a Londoni Towerbe zárták.